# Dysmicoccus triadus
Dysmicoccus triadus är en insektsart som beskrevs av Williams 1987. Dysmicoccus triadus ingår i släktet Dysmicoccus och familjen ullsköldlöss. Inga underarter finns listade i Catalogue of Life.